# TSV Zehlendorf 88
Der Zehlendorfer Turn- und Sportverein von 1888 e. V. (kurz Z88) ist ein am 2. Juli 1888 als Zehlendorfer Turnverein gegründeter Sportverein aus Berlin-Zehlendorf. Den heutigen Namen „Zehlendorfer Turn- und Sportverein von 1888 e. V.“ erhielt der rund 2.400 Mitglieder zählende Verein 1919 durch die Fusion mit dem Sportclub Zehlendorf. Zehlendorf 88 unterhält Abteilungen in Badminton, Beachvolleyball, Boule, Fitness, Freizeitsport, Gymnastik, Handball, Hockey, Koronarsport, Leichtathletik, Schwimmen und Tennis.
Die seit 1920 vereinseigene Anlage an der Sven-Hedin-Straße hat eine Größe von 3,2 ha. Sie umfasst ein Rasenplatz mit 400-m-Aschen-Laufbahn, Beachvolleyballfeld, 8 Tennisplätze und das 1994 errichtete Clubhaus mit Fitnessbereich, Sauna und Gastronomie. Das Gelände wurde bereits ab 1904 als Sonnenbad vom Verein genutzt.

## Hockey
Den größten Erfolg der Hockeyabteilung stellt der Gewinn der Deutschen Feld-Meisterschaft bei den Damen 1972 durch ein 2:1 in einem reinen Berliner Finale über den SC Brandenburg dar. Die weibliche Jugend A gewann 2000 den nationalen Titel im Hallenhockey.
In der Feld-Saison 2012/13 spielen die 1. Herren und die 1. Damen in der Regionalliga Ost, dagegen sind die Herren im Hallenhockey eine Klasse höher ansässig.

## Schwimmen
Der Verein und seine lange Geschichte – Die Ursprünge des Schwimmens bei Z88 reichen bis in die 20er und 30er Jahre zurück. Man schwamm im Freibad an der Krummen Lanke, später auch im Strandbad Wannsee, im Winter im Stadtbad Steglitz oder im alten Schöneberger Stadtbad. Im Vordergrund standen Freizeitschwimmen, Schwimmausbildung, Rettungsschwimmen und Sportabzeichenabnahme.
Von Wettkämpfen ist aus dieser Zeit nichts überliefert. Im Zweiten Weltkrieg löste sich die Gruppe auf. Als das Stadtbad Zehlendorf in der Clayallee fertiggestellt wurde, war der Weg frei für eine Neugründung der Schwimmabteilung, die am 15. Februar 1966 im Ratskeller Zehlendorf stattfand. In kürzester Zeit entwickelte sich eine ca. 300 Mitglieder große und sehr erfolgreiche Schwimmabteilung. 1972 fand das erste landesoffene Nachwuchsschwimmfest (der Vorgänger des heutigen Z88 SprintCup) statt. Dieser Wettkampf ist bis heute mit bis zu 2000 Meldungen ein fester Bestandteil im Veranstaltungskalender des Berliner Schwimmverbandes. Mit zahlreichen Erfolgen in den 70er- und 80er und vor allem in den letzten Jahren auf nationaler und internationale Ebene wurde der Name Z88 zum Qualitätssiegel für Schwimmen in Berlin.
Ein gutes Jahr war 1977. Dagmar Gruenbeck holte als 18-Jährige über 100 m Brust den ersten Berliner Schwimmtitel für Z88. Die Damenmannschaft kletterte in die Regionalliga Nord, die damals erst 12-jährige Christine Schlaak machte bereits als deutsche Jahrgangsmeisterin über 100 m und 200 m Rücken von sich reden. Christian Trenner und Andreas Karolyi gehörten – noch jung an Jahren – zur deutschen Jugendspitze.
Trotz hervorragenden Einzelleistungen war die damalige Z88 Mannschaft zu klein, um dauerhaft Mannschaftserfolge feiern zu können. Im Bemühen um eine „Konzentration der Kräfte“ taten sich die Schwimmer des BSV92, der SG Schöneberg und von Z88 im Jahre 1980 ausschließlich zu einem gemeinsamen Start bei Mannschaftswettbewerben unter dem Namen SGS Berlin zusammen. Jeder Verein behielt ansonsten seine Selbständigkeit, unternahm allein die Reisen zu Clubwettkämpfen.
Von nun an gab es viel Wettkampfgold bei den Titelkämpfen. In allen Mannschaften und Staffeln trugen Z88-Schwimmer zu Meistersiegen bei – sei es auf Regional- oder Bundesebene. Die SGS Damen starteten in der 1., die Herren in der 2. Bundesliga. Überragende Schwimmerin in dieser Zeit war Christine Schlaak, die 1982 mit der 4 × 100-m-Staffel in Ecuador Weltmeisterschaftsvierte wurde. Christine hält bis heute 4 Vereinsrekorde.
1986 wurde hauptsächlich aufgrund organisatorischer Schwierigkeiten und mangelnder Kooperation innerhalb der SGS der Austritt aus der „Startgemeinschaft Schwimmen Berlin“ beschlossen. Seitdem versucht man, sich wieder als Einzelverein im Berliner Schwimmleben zu behaupten.
Ein wesentlicher Garant für die zahlreichen Erfolge ist die systematische und konzentrierte Nachwuchsförderung bei Z88, in dem die Zehlendorfer Grundschulen ein wichtiger Partner der Schwimmabteilung sind. So ging u. a. auch die deutsche Spitzenschwimmerin Antje Buschschulte, neben vielen anderen guten Schwimmern/-innen, einst aus dem Sichtungs- und Fördersystem von Z88 hervor.
Nach etwas ruhigeren Zeiten Anfang der neunziger wurde der alte „Z88 Geist“ mit neuen zeitgerechten Strukturen wieder belebt. Moderne und effiziente Trainings- und Organisationsstrukturen wurden aufgebaut, wichtige traditionelle Werte des Vereines und des Leistungssportes wurden damit verknüpft, und so entstand eine neue erfolgreiche Epoche bei Z88. Schwerpunkt der Arbeit bei Z88 liegt im Leistungssport für talentierte Kinder, Jugendliche und erwachsene Sportler. Das Angebot im Breiten- und Freizeitsport ist aufgrund der fehlenden Wasserfläche geringer.
Mit dem Aufbau und dem Aufstieg der Männermannschaft in die 2. Bundesliga 1998 wurde die erfolgreiche Arbeit erstmals als Team gekrönt. Als eine von drei Berliner Bundesliga-Mannschaften hat Z88 die einzige Mannschaft, die aus dem eigenen Nachwuchs entstanden ist. Getreu dem Motto „11 Freunde müsst ihr sein“ hielt sich Z88 bis 2009 zehn Jahre erfolgreich im Oberhaus. Die junge Damenmannschaft von Z88 gehört seit Jahren zu den besten Mannschaften in Berlin und schaffte es im Dezember 2009 in die 2. Bundesliga. Die Herren arbeiten bereits an ihrem Comeback.
Aus einem erfolgreichen Team entwickelten sich natürlich auch erfolgreiche Einzelleistungen. So konnte neben zahlreichen Berliner-, Norddeutschen- und Deutschen Titeln im Jahr 1999 mit dem Gewinn von zwei Junioreneuropameister Titeln von Stefan Haß (Jg. 81), bei der JEM in Moskau, ein vorläufiger sportlicher Höhepunkt erreicht werden – Erfolge wie diese motivieren Jahr für Jahr zahlreiche junge talentierte Sportler zum Schwimmleistungssport.
Trainingsstätten:
- Schwimmhalle Hüttenweg
- Schwimmhalle Finckensteinallee
- Stadtbad Charlottenburg „Neue“ Halle

Sowie in den Sommerschließzeiten der Schwimmhallen:
- Sommerbad Olympiastadion
- Sommerbad Wilmersdorf

## Leichtathletik
In den 1920er Jahren verzeichnete die Zehlendorfer Leichtathletik größere Erfolge auf den Mittelstreckendistanzen. Friedrich-Franz Köpcke, Fredy Müller sowie die 3 × 1000-m-Staffel in unterschiedlicher Besetzung errangen zwischen 1920 und 1930 insgesamt acht deutsche Meistertitel.
In den 1960er Jahren hatte die Abteilung mit dem Hammerwerfer und Rasenkraftsportler Lothar Matuschewski und der Mittelstrecklerin Jutta von Haase zwei Athleten von Rang in ihren Reihen. Von 1970 bis 2001 gehörten die Zehlendorfer Leichtathleten der LG Süd Berlin an.